# Оксентюк Олександр Васильович
Олекса́ндр Васи́льович Оксентю́к (нар. 13 квітня 1964, м. Дніпро, Українська РСР — пом. 15 березня 2015, селище Піски, Ясинуватський район, Донецька область, Україна) — доброволець полку «Дніпро-1» Міністерства внутрішніх справ України, позивний «Сват», учасник російсько-української війни.

## Короткий життєпис
Народився 1964 року в місті Дніпро (на той час — Дніпропетровськ). В минулому — військовослужбовець. Останні 10 років мешкав із дружиною в селищі Мирне Дніпропетровської області, тримав господарство, сам будував будинок.
У зв'язку з російською збройною агресією проти України, маючи військовий досвід, добровольцем став на захист Батьківщини.
З 5 листопада 2014 — спеціаліст II категорії, фахівець групи полку патрульної служби міліції особливого призначення «Дніпро-1».
Наприкінці 2014-го був відправлений до зони проведення антитерористичної операції для виконання бойових завдань з налагодження зв'язку на передових позиціях в селищі Піски Донецької області, у районі Донецького аеропорту.
15 березня 2015-го загинув під час патрулювання території біля селища Піски — перевіряючи периметр, підірвався на вибуховому пристрої з «розтяжкою». Закрив собою гранату, врятувавши життя двох молодих бійців.
Похований на кладовищі міста Дніпро.
Залишилися дружина Алла Іванівна, син, донька, онук та внучка.
Після смерті Олександра з'ясувалось, що через вік він був оформлений в полку на цивільну посаду, тому за фактом смерті складено акт про нещасний випадок на виробництві. Дружина через суд доводить, що Олександр Оксентюк загинув під час бойових дій.

## Нагороди та вшанування
- За особисту мужність і високий професіоналізм, виявлені у захисті державного суверенітету та територіальної цілісності України, вірність військовій присязі, відзначений — нагороджений орденом «За мужність» III ступеня (13.08.2015, посмертно)[6].
- 22 січня у дніпровській школі № 40 відкрили меморіальну дошку на честь випускника закладу — воїна Олександра Оксентюка[7].